# Остбург, Висконсин
Остбург, Висконсин (енгл. Oostburg) град је у америчкој савезној држави Висконсин.

## Демографија
По попису из 2010. године број становника је 2.887, што је 227 (8,5%) становника више него 2000. године.
| Група             | 2000.         | 2010.         |
| Белци             | 2.609 (98,1%) | 2.728 (94,5%) |
| Афроамериканци    | 4 (0,2%)      | 20 (0,7%)     |
| Азијати           | 8 (0,3%)      | 21 (0,7%)     |
| Хиспаноамериканци | 33 (1,2%)     | 94 (3,3%)     |
| Укупно            | 2.660         | 2.887         |